# Pete's pillar

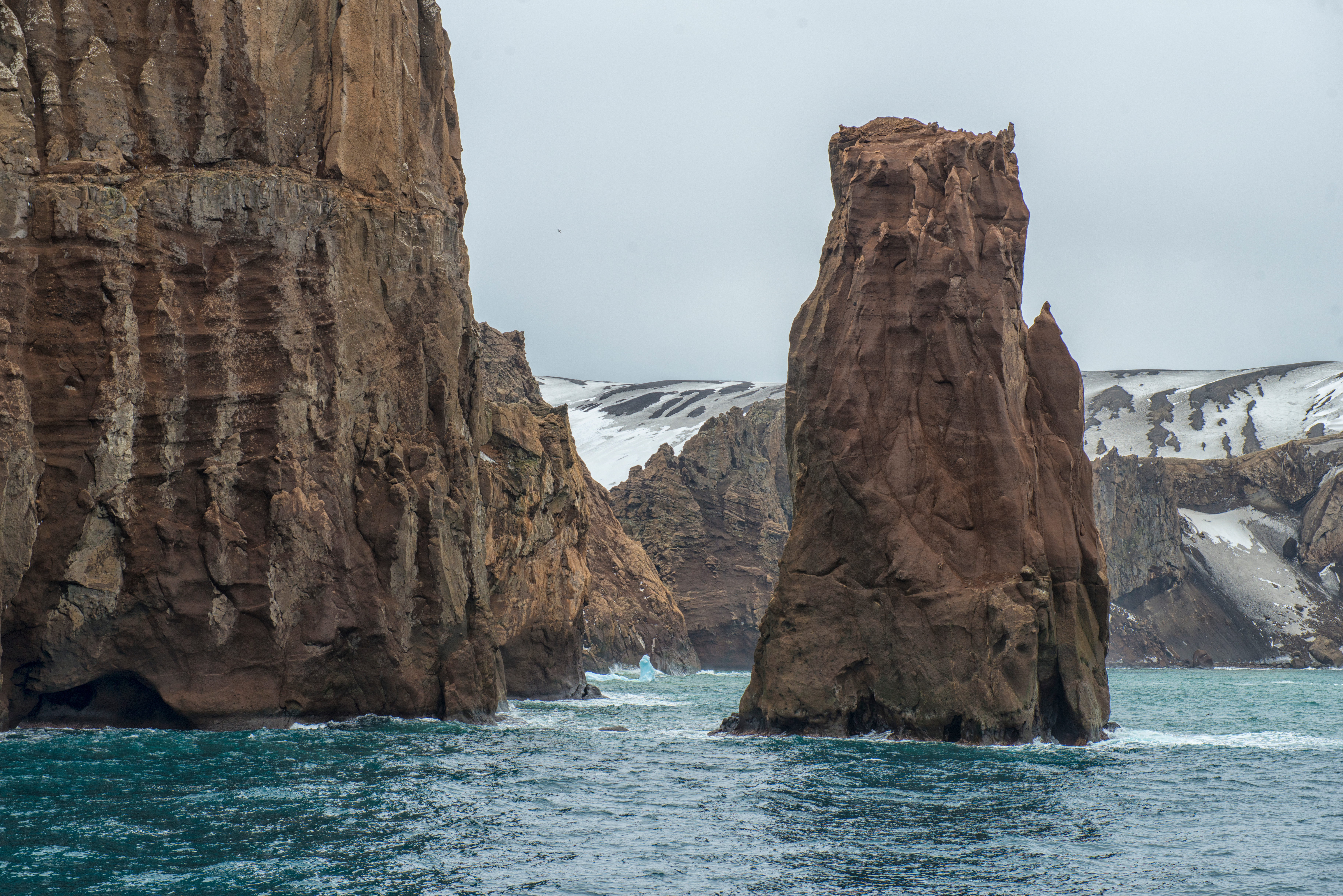
Pete's Pillar

Pete's Pillar, ou pilier de Pete, est un pilier rocheux ou stack situé immédiatement à l'est de la point Fildes, du côté nord de l'entrée de Port Foster, sur l'île de la Déception, dans les îles Shetland du Sud. Le pilier était probablement un point de repère bien connu des premiers chasseurs de phoques de l'île de la Déception et apparaît sur les cartes dessinées par le lieutenant EN Kendall lors de son exploration des îles Shetland du Sud en 1929, et par le sous-officier d'aviation Pete St. Louis, ARC, pilote du Falkland Islands Dependencies Survey (FIDS) en 1949-1950.